# Invazia japoneză a Manciuriei

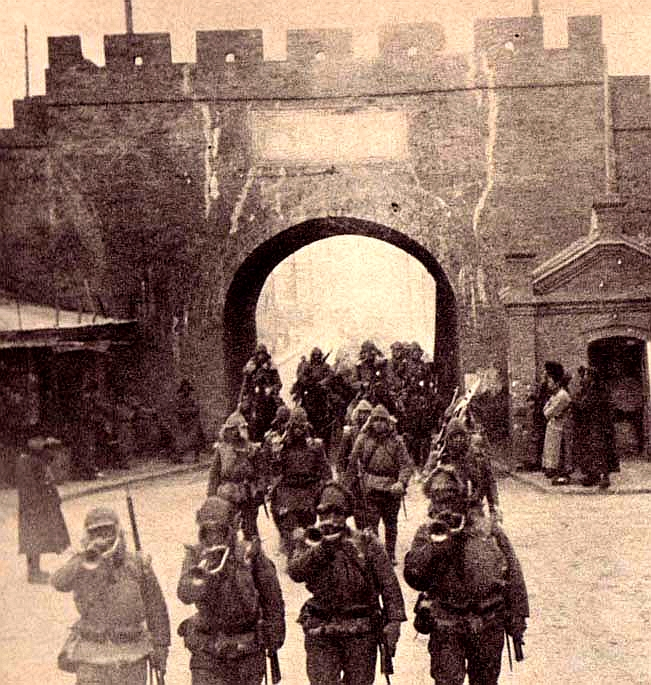
Trupele japoneze intrând în Qiqihar la 18 septembrie 1931

Armata Kwantung a Imperiului Japonez a invadat regiunea Manciuria din Republica Chineză pe 18 septembrie 1931, ca urmare imediată a Incidentului Mukden. La sfârșitul războiului, în februarie 1932, japonezii au instaurat statul marionetă Manciukuo. Ocupația lor a durat până la victoria Uniunii Sovietice și a Mongoliei în Operațiunea Furtună de August, la mijlocul lunii august 1945, spre sfârșitul celui de-al Doilea Război Mondial.
Regiunea feroviară din Manciuria de Sud și Peninsula Coreeană se aflau sub controlul Imperiului Japonez din timpul Războiul Ruso-Japonez din 1904–1905. Industrializarea rapidă și militarizarea Japoniei au dus la o dependență tot mai mare de importurile de petrol și metale din SUA. Sancțiunile americane, care au interzis comerțul cu Statele Unite (care ocupau Filipinele în acea perioadă), au determinat Japonia să-și continue expansiunea în China și Asia de Sud-Est. Invazia Manciuriei, cunoscută și sub numele de Incidentul Podului Marco Polo din 7 iulie 1937, este uneori considerată o altă dată de început a celui de-al Doilea Război Mondial, în contrast cu data mai larg acceptată de 1 septembrie 1939.
Atragerea unei atenții semnificative la nivel internațional ca urmare a invaziei a determinat Societatea Națiunilor să constituie Comisia Lytton (condusă de politicianul britanic Victor Bulwer-Lytton) pentru a evalua situația. Comisia și-a prezentat concluziile în octombrie 1932. Descoperirile și recomandările sale, care pledau pentru nerecunoașterea statului marionetă japonez Manciukuo și pentru restabilirea suveranității chineze asupra Manciuriei, au determinat Japonia să se retragă definitiv din Societatea Națiunilor.

## Istoric

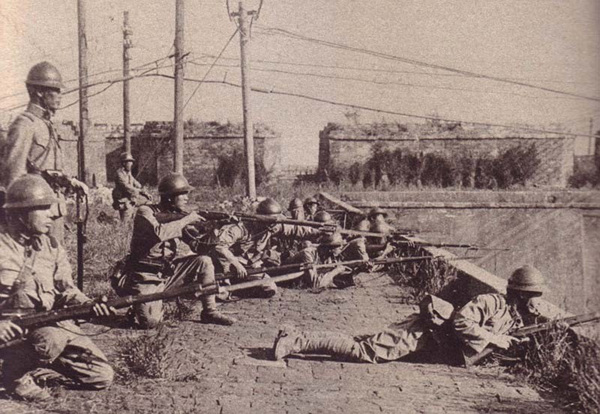
Soldați japonezi din Regimentul 29 la Poarta de Vest din Mukden

O dispută minoră, cunoscută sub numele de Incidentul Wanpaoshan, a avut loc pe 1 iulie 1931, între fermieri chinezi și coreeni. Acest incident a fost intens mediatizat de presa imperială japoneză și de cea coreeană, fiind utilizat ca pretext pentru o campanie de propagandă extinsă, menită să incite sentimente antichineze în Imperiul Japoniei. Pe 18 septembrie 1931 a urmat Incidentul Mukden, care ulterior s-a dovedit a fi o operațiune sub steag fals.
Considerând că un conflict în Manciuria ar fi fost în avantajul Japoniei și acționând în spiritul conceptului japonez Gekokujō⁠(d) (rebeliune militară de jos în sus), colonelul Seishirō Itagaki⁠(d) și locotenent-colonelul Kanji Ishiwara⁠(d) din Armata Kwantung au elaborat independent un plan pentru a provoca Japonia să invadeze Manciuria. Ei au orchestrat un incident sub steag fals ca pretext pentru invazie.
Inițial, operațiunea a fost planificată pentru 28 septembrie, dar data a fost ulterior modificată în 18 septembrie. Locotenentul Suemori Komoto din Unitatea Garnizoanei Independente (独立守備隊) a Regimentului 29 de Infanterie, responsabil de paza Căii Ferate din Manciuria de Sud, a plasat explozibili lângă șine, dar la o distanță suficientă pentru a nu provoca daune semnificative. Pe 18 septembrie, la aproximativ 22:20 (ora locală), explozivii au fost detonați. Cu toate acestea, detonarea a fost minoră, afectând doar o secțiune de 1,5 metri pe o singură parte a șinei. De fapt, un tren din Changchun a putut trece fără probleme pe lângă zona deteriorată a căii ferate și a sosit în Shenyang la 22:30 (ora locală).
În dimineața zilei de 19 septembrie, două piese de artilerie instalate la clubul ofițerilor din Shenyang au deschis focul asupra garnizoanei chineze din apropiere, ca răspuns la detonarea explozivior de pe calea ferată, considerată de japonezi un atac chinez. Mica forță aeriană a lui Zhang Xueliang a fost distrusă, iar soldații săi au fugit din barăcile Beidaying bombardate, în timp ce cinci sute de trupe japoneze au atacat garnizoana chineză de aproximativ șapte mii de oameni. Trupele chineze, nepregătite și neexperimentate, nu au putut face față forțelor japoneze. Spre seară, luptele s-au încheiat, iar japonezii au ocupat Shenyang, cu prețul a aproximativ 500 de vieți chinezești și doar 2 vieți japoneze. Această victorie a marcat începutul invaziei mai ample a Manciuriei.
La începutul anului 1932 a avut loc incidentul din 28 ianuarie la Shanghai, urmat de asasinarea prim-ministrului japonez în mai 1932. Aceste evenimente au dus la o slăbire a guvernării civile din Japonia și au consolidat puterea militarilor.

## Anexarea inițială
Pe 18 septembrie 1931, Cartierul General Imperial Japonez, care dorea să localizeze incidentul, a transmis această decizie comandamentului Armatei Kwantung. Cu toate acestea, generalul Shigeru Honjō⁠(d), comandantul suprem al Armatei Kwantung, a ignorat ordinul și a ordonat forțelor sale să extindă operațiunile de-a lungul Căii feroviare din Manciuria de Sud. Sub conducerea locotenentului general Jirō Tamon⁠(d), trupele Diviziei a 2-a au avansat pe calea ferată, ocupând practic fiecare oraș de-a lungul celor 1.170 de kilometri ai săi în doar câteva zile.
De asemenea, pe 19 septembrie, la solicitarea generalului Honjō, armata Joseon din Coreea, sub conducerea generalului Senjūrō Hayashi,⁠(d) a ordonat Diviziei 20 Infanterie să-și divizeze forțele, formând Brigada Mixtă 39. Această brigadă a plecat în aceeași zi spre Manciuria, fără a avea aprobarea împăratului. Pe 19 septembrie, japonezii au ocupat Yingkou⁠(d), Liaoyang, Shenyang, Fushun, Dandong, Siping (provincia Jilin)⁠(d) și Changchun. Pe 21 septembrie, au capturat orașul Jilin. Pe 23 septembrie, au cucerit Jiaohe (provincia Jilin)⁠(d) și Dunhua⁠(d). La data de 1 octombrie, Zhang Haipeng⁠(d) a predat zona Taonan⁠(d). Într-un moment dat în octombrie, Ji Xing (吉興) a cedat zona prefecturii autonome coreene Yanbian, iar pe 17 octombrie, Yu Zhishan⁠(d) a predat Liaoningul de Est japonezilor.
Tokyo a fost șocat de vestea că Armata Kwantung acționa independent, fără ordine din partea guvernului central. Acest act de insubordonare, cunoscut sub numele de „gekokujō”⁠(d) (rebeliune militară de jos în sus), a aruncat guvernul civil japonez în dezordine. Cu toate acestea, pe măsură ce rapoartele despre victoriile rapide ale Armatei Kwantung continuau să sosească, guvernul s-a simțit neputincios să se opună. Astfel, a decis să trimită imediat trei divizii de infanterie suplimentare din Japonia, începând cu Brigada Mixtă 14 a Diviziei 7 IJA. Trimiterea trupelor a avut loc în noiembrie 1931. În acea epocă, guvernul ales era vulnerabil la presiunile Armatei și Marinei, deoarece membrii acestora erau constituțional necesari pentru formarea cabinetelor. Fără sprijinul lor, guvernul risca să se prăbușească.

## Mișcări de secesiune
După ce fuga guvernului provincial Liaoning din Mukden, acesta a fost înlocuit de un „Comitet de Salvare a Poporului” care a proclamat secesiunea provinciei Liaoning de Republica Chineză. Alte mișcări secesioniste au fost organizate în Kirin, ocupat de japonezi, de către generalul Xi Qia,⁠(d) comandantul Armatei Imperiale Manciukuo, și la Harbin, de către generalul Chang Ching-hui⁠(d). La începutul lunii octombrie, în Taonan, situat în nord-vestul provinciei Liaoning, generalul Zhang Haipeng a declarat districtul său independent de China, în schimbul primirii unui transport semnificativ de provizii militare din partea Armatei Japoneze.
Pe 13 octombrie, Zhang Haipeng a ordonat celor trei regimente ale Armatei Imperiale Manciukuo, conduse de generalul Xu Jinglong, să se deplaseze spre nord pentru a captura Qiqihar, capitala provinciei Heilongjiang. Anumiți locuitori din oraș au oferit să predea pașnic vechea cetate, iar Chang a avansat cu prudență pentru a o accepta. Cu toate acestea, avangarda sa a fost atacată de trupele generalului Dou Lianfang. Într-o luptă acerbă cu o companie de geniști care apăra malul nordic, oamenii lui Chang au fost puși pe fugă, suferind pierderi grele. În timpul acestei lupte, podul de cale ferată Nenjiang a fost dinamitat de trupele loiale generalului Ma Zhanshan⁠(d) pentru a împiedica utilizarea sa.

## Rezistența la invazia japoneză
Sub pretextul reparației podului feroviar de peste râul Nen, japonezii au trimis o echipă de reparații la începutul lunii noiembrie, sub protecția trupelor lor. Lupte intense au izbucnit între forțele japoneze și trupele loiale generalului musulman Ma Zhanshan, guvernatorul interimar al provinciei Heilongjiang. Ma Zhanshan a ales să nu respecte ordinul guvernului Kuomintang de a înceta rezistența la invazia japoneză.
Deși nu a reușit să păstreze controlul asupra podului, generalul Ma Zhanshan a devenit un erou național în China pentru rezistența sa la podul Nenjiang. Luptele au fost larg mediatizate în presa chineză și internațională, inspirând mai mulți voluntari să se alăture Armatei de Voluntari Antijaponeze.
Podul reparat a permis avansarea ulterioară a forțelor japoneze și a trenurilor lor blindate. În noiembrie, au fost trimise trupe suplimentare din Japonia, printre care se număra și Brigada Mixtă a 4-a din Divizia a 8-a.
Pe 15 noiembrie 1931, generalul Ma a respins un ultimatum japonez de a preda Qiqihar, deși pierduse peste 400 de oameni și 300 fuseseră răniți începând cu 5 noiembrie. Pe 17 noiembrie, la temperaturi sub zero, 3.500 de soldați japonezi, sub comanda lui Jirō Tamon, au lansat un atac, forțându-l pe generalul Ma să părăsească Qiqihar până pe 19 noiembrie.

## Operațiuni în nord-estul Chinei de Sud
La sfârșitul lunii noiembrie 1931, generalul Honjō a trimis 10.000 de soldați în 13 trenuri blindate, escortate de o escadrilă de bombardiere, într-o misiune de avansare spre Chinchow⁠(d) din Mukden. Această forță a reușit să ajungă la o distanță de numai 30 de kilometri de Chinchow înainte de a primi ordinul de retragere. Operațiunea a fost anulată de ministrul japonez de război, generalul Jirō Minami⁠(d), ca urmare a acceptării unei variante modificate a propunerii Societății Națiunilor de a crea o "zonă neutră" care să servească drept zonă tampon între China propriu-zisă și Manciuria. Această zonă neutră urma să fie stabilită în așteptarea unei viitoare conferințe de pace sino-japoneze, propunere acceptată de guvernul civil condus de prim-ministrul baron Wakatsuki⁠(d) la Tokyo.
Cu toate acestea, cele două părți nu au reușit să obțină un acord durabil. Guvernul Wakatsuki a demisionat curând și a fost înlocuit de un nou cabinet condus de prim-ministrul Inukai Tsuyoshi⁠(d). Negocierile ulterioare cu guvernul Kuomintang au eșuat, iar guvernul japonez a autorizat întărirea trupelor din Manciuria. În decembrie, restul Diviziei 20 Infanterie, împreună cu Brigada 38 Mixtă din Divizia 19 Infanterie, au fost trimise în Manciuria din Coreea. De asemenea, Brigada 8 Mixtă din Divizia 10 Infanterie a fost dislocată din Japonia în Manciuria. Astfel, forța totală a Armatei Kwantung a crescut la aproximativ 60.450 de militari.
Având la dispoziție o forță militară mai puternică, armata japoneză a anunțat, pe 21 decembrie, demararea unor operațiuni anti bandiți la scară largă în Manciuria. Scopul era suprimarea unei mișcări de rezistență în creștere a populației locale chineze din provinciile Liaoning și Kirin.
Pe 28 decembrie, a fost format un nou guvern în China, după ce toți membrii vechiului guvern de la Nanjing au demisionat. Acest eveniment a aruncat comanda militară chineză în haos, determinând retragerea armatei chineze la sud de Marele Zid Chinezesc în provincia Hebei. Această retragere umilitoare a dus la scăderea semnificativă a imaginii internaționale a Chinei. Forțele japoneze au ocupat Chinchow pe 3 ianuarie 1932, după ce apărătorii chinezi s-au retras fără a opune rezistență.

## Ocuparea nord-estului Chinei
Cu sudul Manciuriei sub control, japonezii s-au îndreptat spre nord pentru a finaliza ocuparea regiunii. Negocierile cu generalii Ma Zhanshan și Ding Chao⁠(d), în încercarea de a-i convinge să se alăture cauzei pro-japoneze, au eșuat. Prin urmare, la începutul lunii ianuarie, colonelul Kenji Doihara⁠(d) i-a solicitat generalului colaboraționist Qia Xi să-și mobilizeze forțele și să cucerească Harbinul.
Ultima forță regulată majoră chineză din nordul Manciuriei era condusă de generalul Ding Chao. Acesta a reușit să organizeze cu succes apărarea Harbinului împotriva atacurilor generalului Xi până la sosirea Diviziei 2 Japoneze, sub comanda lui Jirō Tamon. Forțele japoneze au capturat Harbinul pe 4 februarie 1932.
Până la sfârșitul lunii februarie, Ma a cerut negocieri și s-a alăturat noului guvern Manciukuo, ocupând funcțiile de guvernator al provinciei Heilongjiang și ministru de război.
Pe 27 februarie 1932, Ding a propus încetarea ostilităților, punând astfel capăt rezistenței oficiale chineze din Manciuria. Cu toate acestea, luptele continuau să fie duse de forțe de gherilă și neregulate, obligând Japonia să dedice mulți ani campaniei de pacificare a Manciuriei.

Harta statului Manciuria în 1939

## Efectul asupra frontului intern japonez
Cucerirea Manciuriei, o regiune bogată în resurse naturale, a fost percepută pe scară largă ca o „salvare economică” menită să salveze Japonia de efectele Marii crize economice, generând un sprijin public semnificativ. Istoricul american Louise Young a descris perioada cuprinsă între septembrie 1931 și primăvara anului 1933 ca fiind marcată de o „febră a războiului” în Japonia, cucerirea Manciuriei dovedindu-se a fi un război extrem de popular. Metafora „salvării economice” sugera că Manciuria era esențială pentru funcționarea economiei japoneze, explicând popularitatea cuceririi sale și ostilitatea ulterioară a opiniei publice japoneze la orice idee de a renunța la Manciuria.
La acea vreme, cenzura în Japonia nu era nici pe departe la fel de strictă ca cea care avea să fie impusă ulterior. Istoricul Louise Young observa: „Dacă ar fi dorit, jurnaliștii și editorii ar fi putut să-și exprime sentimentele antirăzboi în 1931 și 1932”. Revista liberală Kaizō⁠(d) a criticat războiul prin intermediul jurnalistului Gotō Shinobu în numărul din noiembrie 1931, acuzând armata Kwantung de o „lovitură de stat dublă” atât împotriva guvernului de la Tokyo, cât și împotriva guvernului Chinei. Voci precum cea a Kaizō reprezentau o minoritate, deoarece ziarele de masă precum Asahi⁠(d) au descoperit curând că o poziție editorială antirăzboi le afecta vânzările. Prin urmare, au adoptat o poziție editorială agresiv militaristă, considerând-o ca fiind cea mai bună modalitate de a-și crește tirajul. Cea mai cunoscută pacifistă a Japoniei, poeta Akiko Yosano⁠(d), stârnise vâlvă în 1904 cu poezia sa antirăzboi „Nu-ți da viața, frate”, adresată fratelui ei mai mic care servea în Armata Imperială. În poezie, ea numea războiul cu Rusia stupid și lipsit de sens. Amploarea „febrei războiului” din Japonia anului 1931 era atât de mare, încât chiar și Akiko a cedat. În 1932, a scris o poezie care lăuda bushidō, îndemna Armata Kwantung să „zdrobească visele sisificate de compromis” și declara că a muri pentru împărat în luptă era cel mai „pur” act pe care un japonez îl putea face.

## Efect extern
Presa occidentală a relatat evenimentele, descriind atrocități precum bombardarea civililor sau tragerea asupra supraviețuitorilor șocați de obuze. Această relatare a generat o antipatie semnificativă față de Japonia, care a persistat până la sfârșitul celui de-al Doilea Război Mondial.
Raportul Comisiei Lytton privind invazia, deși recunoștea că China provocase Japonia într-o oarecare măsură și că suveranitatea Chinei asupra Manciuriei nu era absolută, a fost perceput de Japonia ca o critică inacceptabilă. Drept urmare, Japonia s-a retras din Liga Națiunilor, care era deja în declin, contribuind și mai mult la izolarea sa pe scena internațională.
Criza din Manciuria a avut un impact semnificativ negativ asupra forței morale și influenței Societății Națiunilor. Așa cum anticipaseră criticii, Societatea s-a dovedit a fi neputincioasă atunci când o națiune puternică decidea să adopte o politică agresivă împotriva altor țări, permițând astfel unei națiuni precum Japonia să comită acte flagrante de agresiune fără a se confrunta cu consecințe majore. Acest lucru a servit ca un exemplu important pentru alți dictatori aspiranți, precum Adolf Hitler și Benito Mussolini, care au urmat ulterior exemplul Japoniei prin acte de agresiune împotriva vecinilor lor: Italia împotriva Abisiniei (1935–1937) și Germania împotriva Cehoslovaciei (1938–1939) și a Poloniei (1939).